# Cleora imparata
Cleora imparata là một loài bướm đêm trong họ Geometridae.